# Íshokkísamband Íslands
Íshokkísamband Íslands är det isländska ishockeyförbundet, och gick med i IIHF den 6 maj 1992.
De första isländska ishockeymatcherna spelades 1937, och 1987 bildades det isländska skridskoförbundet som även bedrev ishockey.

### Fotnoter
1. ↑  ”International Ice Hockey Federation”. http://www.iihf.com/iihf-home/countries/iceland.html. Läst 28 augusti 2011.